# Кора-кора

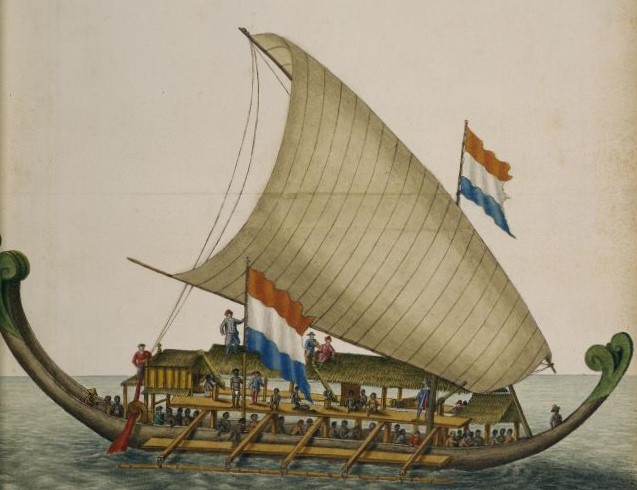
Голландська кора-кора з вітрилом танджа

Кора-кора або коракора (індонез. Kora-kora) — традиційні великі каное з аутригером з Молуккських островів (Островів прянощів) в Індонезії. Використовувались місцевими мешканцями для торгівлі та перевезення пасажирів, а також для організації морських рейдів з метою грабунку чи захоплення рабів. На островах Малайського архіпелагу напади на віддалені острови з метою захоплення рабів були почесним способом заробляти на життя, і кора-кора була необхідним засобом як для організації таких нападів, так і для захисту від них.
Кора-кора особливо великих розмірів називались іспанцями джуангас (ісп. joangas) або хуангас (ісп. juangas)..

## Етимологія

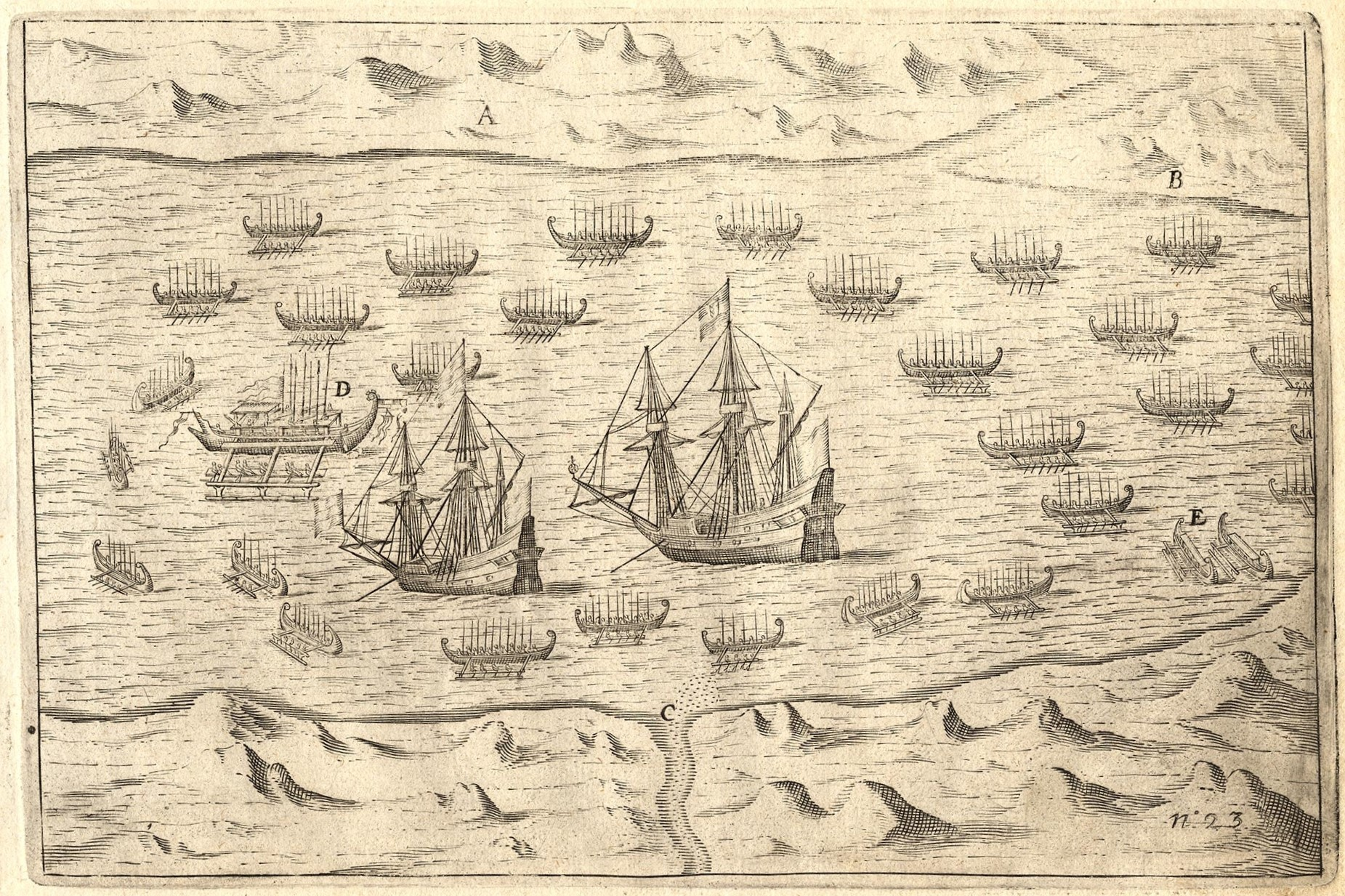
Кора-кора короля о.Тернате (Молуккські о-ви) поруч з флейтами голландської ОІК

Походження назви невідоме, але деякі дослідники припускають, що воно могло бути похідним від арабського терміну qurqur (араб. قُرقور, множ. qaraqir), що означає «велике торгове судно». В свій час від цього арабського слова пішла назва португальських і іспанських великих кораблів — карака.
Також не виключено, що походження назви могло бути місцевим, а значення його було втрачене з часом. На користь такої гіпотези каже існування схожих назв суден у австронезійських народів, які не контактували з арабськими торговцями, як-от іватанський каракухан, малайський колек, ачинський kolay, kolekole з островів Банда, kora на о.Моту (Вануату) і коркор мікронезійців. Таким чином, більш імовірно, що це справжнє малайсько-полінезійське слово, а не запозичене слово.
Ця назва також може походити від іспанської або португальської караки, але в найдавніших португальських та іспанських звітах з Молуккських островів згадується про каракора, коракора, каркоа але ніколи не про караку. Де Морга стверджує, що цю назву вживають тагали з островів Міндоро, Маріндуке та Лусон на Філіппінах, а також те, що це справжнє малайсько-полінезійське слово, оскільки невеликий рибальський човен на Малайському півострові називають «колек», на о.Амбон — «колеколе», на о.Мота (Вануату) — «кора», на о.Сан-Крістобаль (Британські Соломонові острови) — «ora».

## Опис

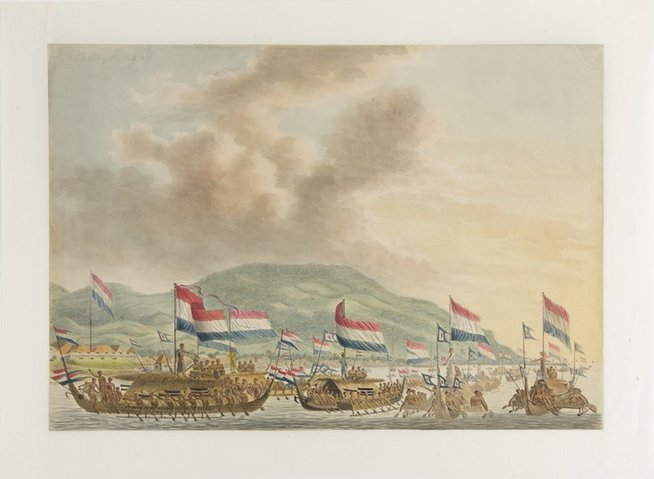
Флот човнів кора-кора з Тернате і Тідоре прямує до Амбона. (1817 р.)

Корпус типової кора-кора був приблизно десять метрів завдовжки, вузьким, відкритим і важив близько чотирьох тонн. Він мав пару бамбукових аутригерів, винесених приблизно на відстань 1,5 метра з кожного боку, які кріпились до бамбукової платформи, що простягалася на всю довжину судна. По краях цієї платформи розміщувалось приблизно по 20 веслувальників з кожної сторони, тоді як посередині човна залишався зручний прохід від носа до корми. В середній частині човна розміщувалась вкрита листям хижка, в якій зберігався багаж і могли сховатись пасажири. Осадка човна була дуже низькою, планшир був не вище, ніж 30-40 см над водою, тож судно не можна було надто перевантажувати або кренити.
Для плавання під вітрилом на човні встановлювалась зйомна щогла і використовувалось зшите з циновок косе вітрило типу танджа, характерне для цього регіону. Судно мало двоє пласких кермових весел з кожного боку, якими управляли двоє кермувальників.
Віддавна кермувальники та веслувальники цих традиційних молуккських гребних човнів для синхронізації своєї роботи користувались вигуком «Мена — Мурія». Це буквально означає «попереду — позаду», але це також можна перекласти як «я йду — ми слідуємо» або літературно «один за всіх — всі за одного».

## Використання

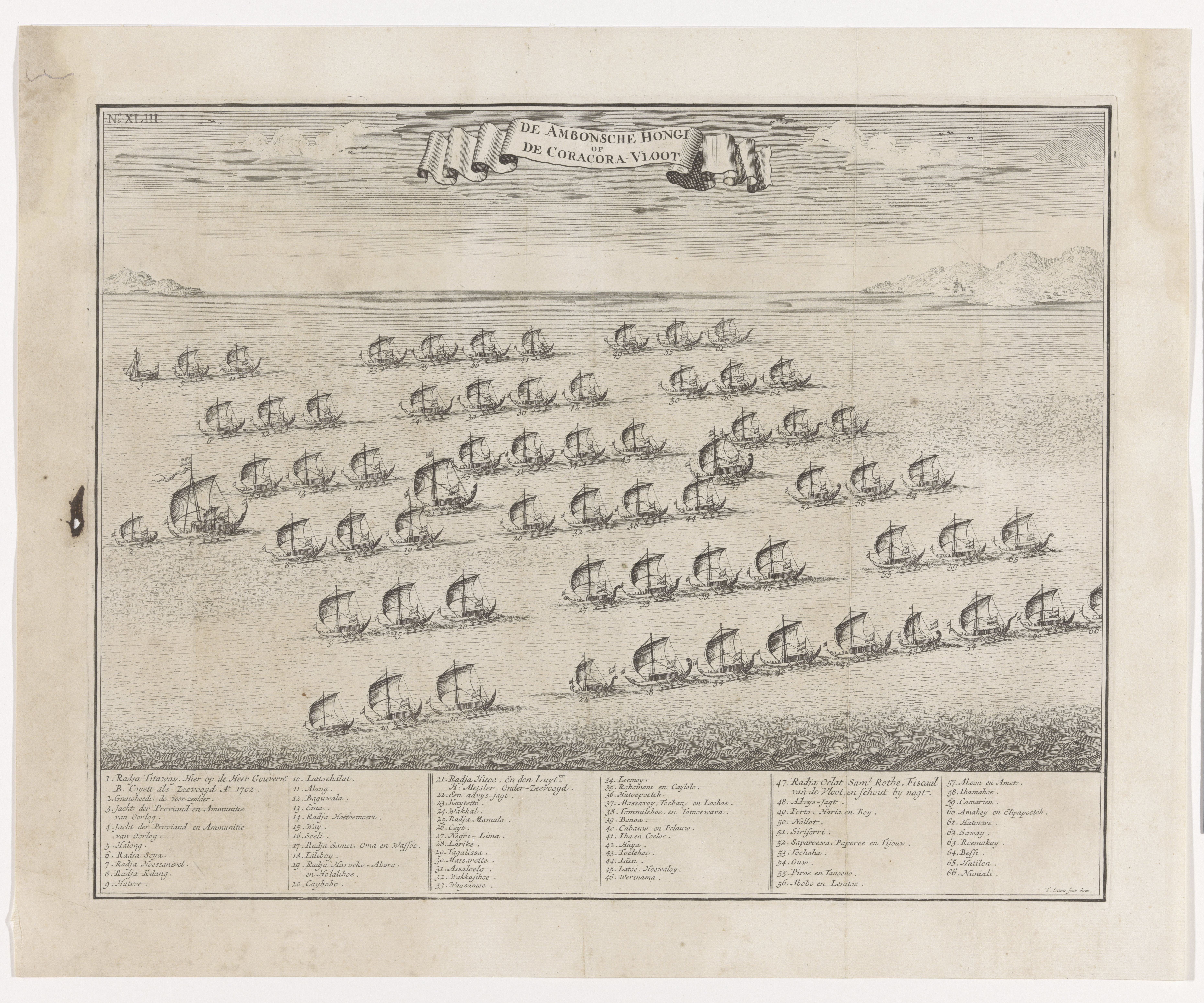
Флот кора-кора острова Амбон в бойовому порядку

Цей човен використовувався на Островах прянощів як для торгівлі, так і для ведення війни. Його використання підтверджено, як мінімум, з часів появи на островах португальців (початок XVI ст) і протягом часів урядування на островах голландської Ост-Індської компанії в XVII ст. В XVII столітті великі кора-кора використовувались як військові кораблі тубільцями Молуккських островів під час війни з голландцями на островах Банда .
Деякі з великих кора-кора могли мати понад 100 веслувальників, і при використанні їх у військових діях, наприклад під час так званих хонгітохт (військові експедиції, що робились на замовлення голландської Ост-Індської компанії протягом XVII століття), саме тільки наближення величезної кора-кора вселяло острах в мешканців прибережних поселень.
Великі і гарно прикрашені кора-кора також часто використовувались з представницькою метою, причому як місцевими жителями, так і представниками голландської Ост-Індійської компанії.
За словами Роберта Дік-Ріда, кожен ватажок в регіоні Молуккських островів мав мати власний корабель, а статус правителя залежав значною мірою від кількості рабів, яких він зміг захопити на далеких островах. Кораблі окремих правителів мали по 300 веслувальників, а на верхніх бойових платформах, які називались балай розміщувались воїни, озброєні списами, луками, духовими трубками та мечами. Судно мало високі стовпи на кормі та на носі, які прикрашались стрічками. В минулому ці стовпи прикрашались головами переможених ворогів.

## Галерея

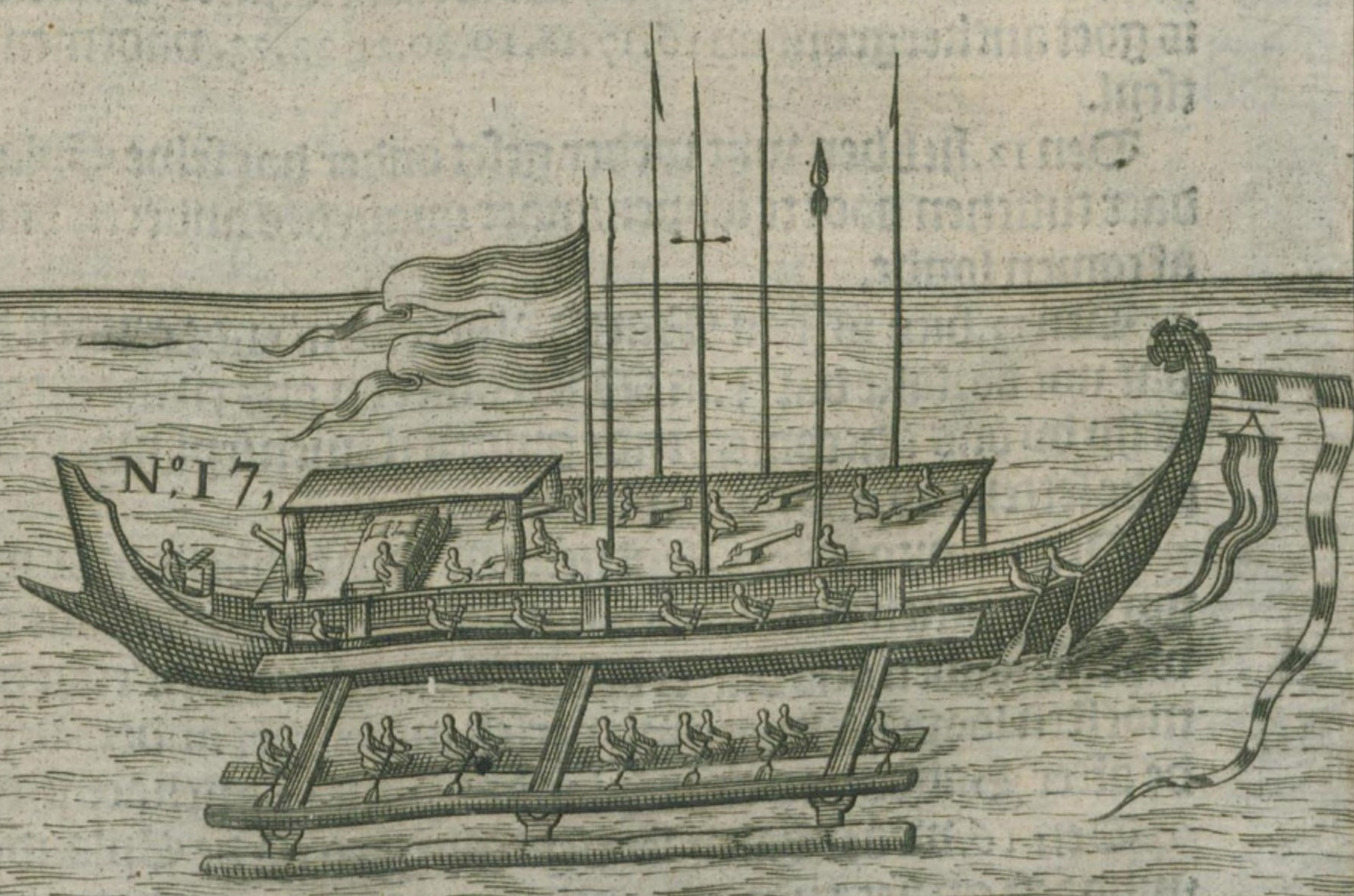
Кора-кора короля острова Тернате з 7 гарматами. На човні можна побачити розкішне ліжко короля.
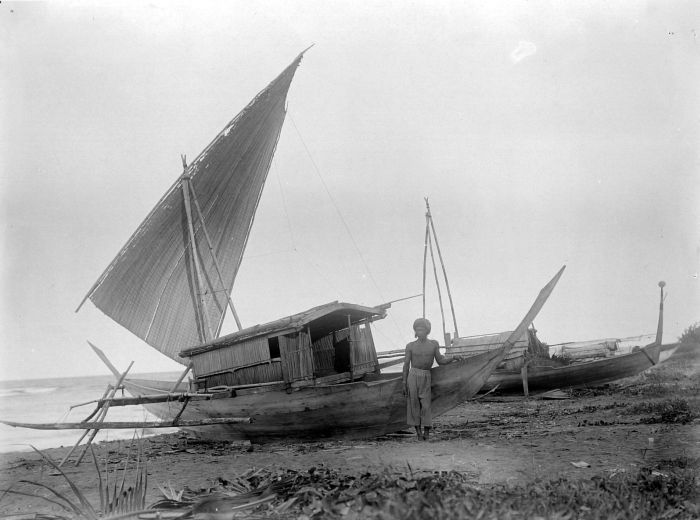
Кора-кора з о.Хальмахера на Молукках (близько 1920 р.)
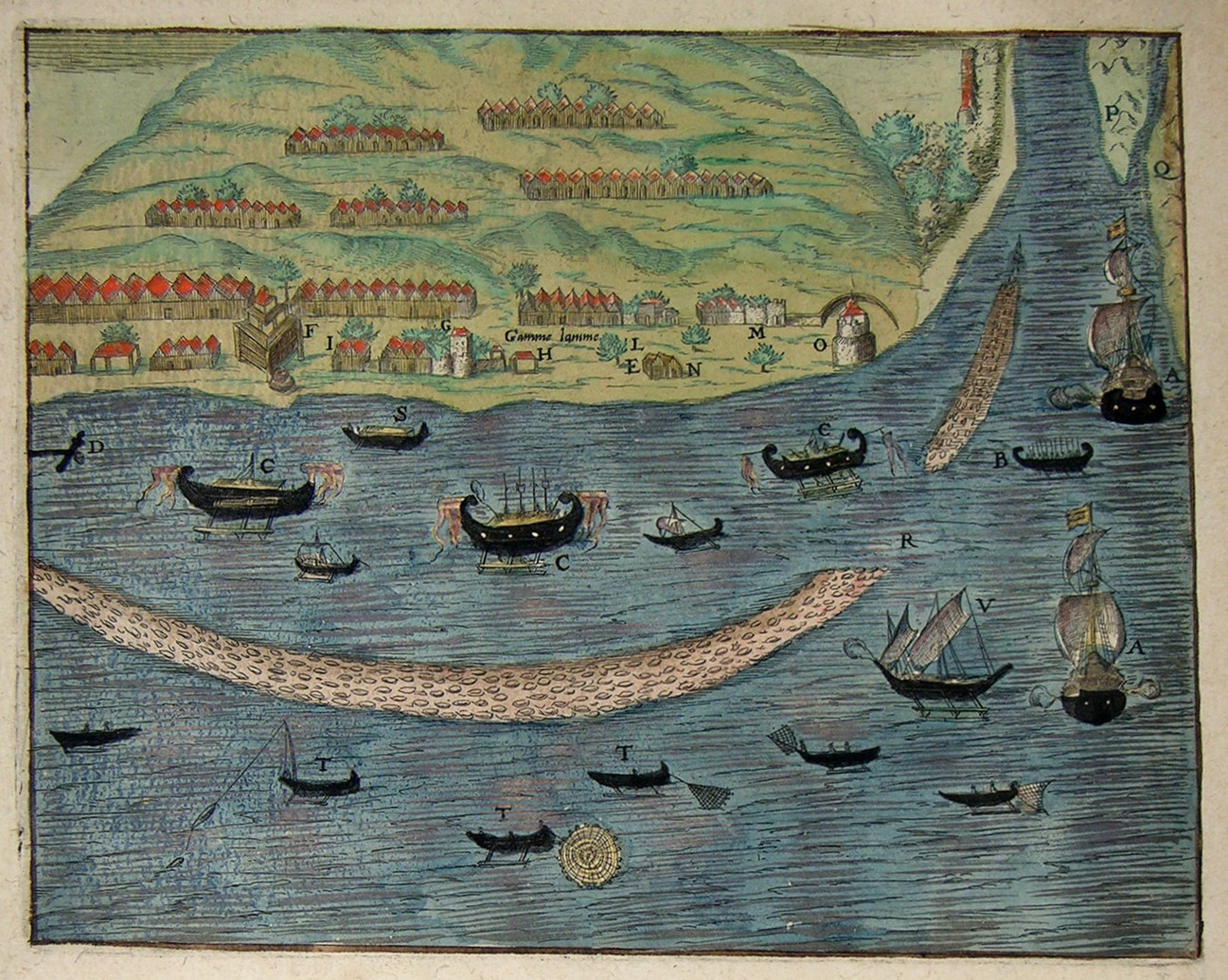
Місцеві Кора-кора і два голландські кораблі у порту Гамме Ламме, столиці Тернате.
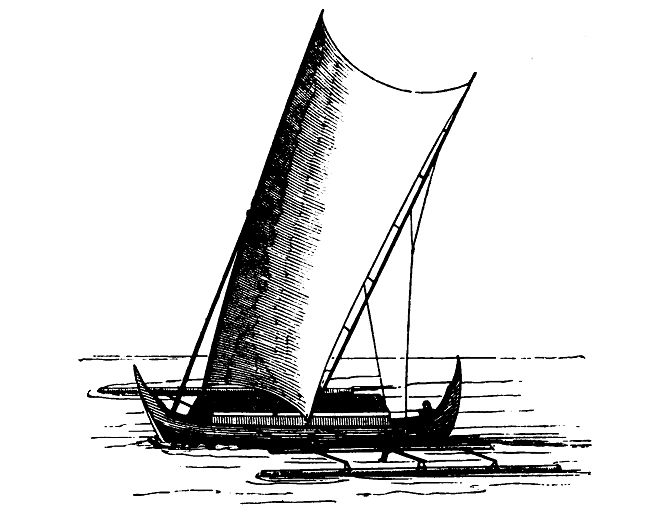
Ілюстрація 1863 року військового корабля кора-кора з вітрилом танджа з Молуккських островів.
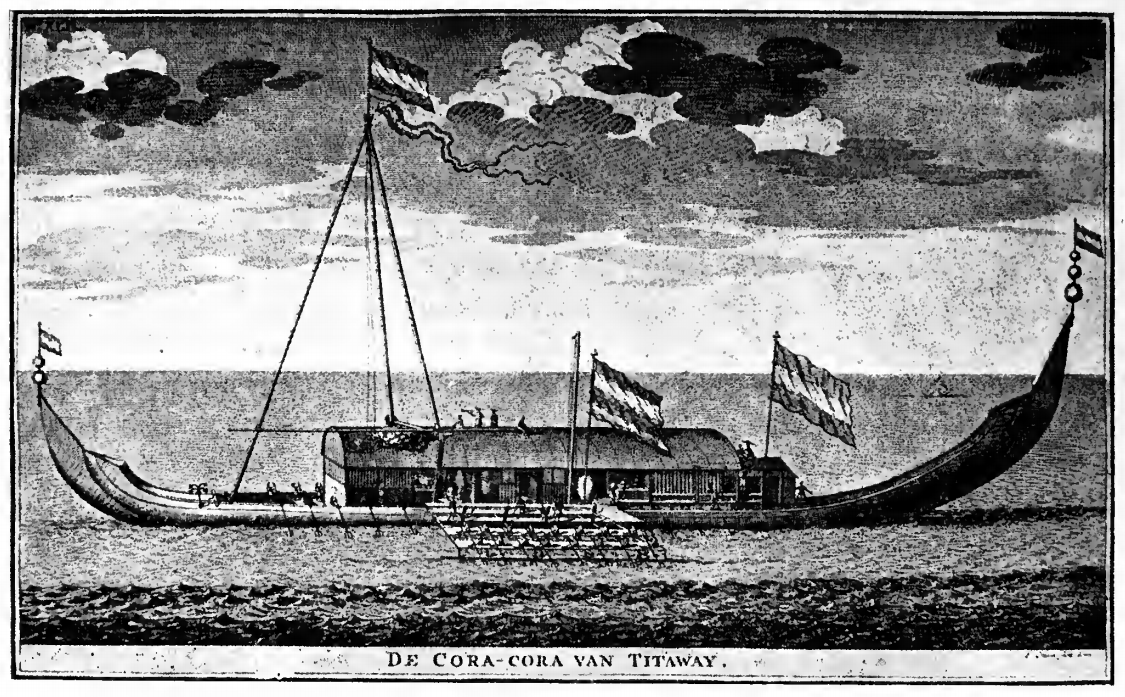
Зображення 1726 року великої кора-кори з о.Хальмахера